# Mercado da Carne
O Mercado Municipal de Carnes Francisco Bolonha, também conhecido como Mercado Bolonha ou simplesmente Mercado de Carne, é um mercado público municipal, construído em 1867 e localizado no bairro da Campina (ou Comércio) na cidade brasileira de Belém, Pará. Está situado na Boulevard Castilhos França, em frente ao edifício do Solar da Beira.
Nos pavilhões internos do mercado existem diversos pontos de venda de carne, refeições (café da manhã e almoço), plantas, artesanato, artigos de Umbanda e bebidas.

## História
Há milênios a carne, principalmente vermelha, sempre foi símbolo de bem-estar e poder, quando consumir diariamente era privilégios de poucos. Do século XVII até a Revolução Industrial, a carne passou a ser tão valorizada e consumida de acordo com a quantidade de gordura que tivesse.
Com posição estratégica próximo à desembocadura do Amazonas, Belém era o maior entreposto comercial da região de produtos extraídos da região amazônica com destino aos mercados locais e internacionais, como as drogas do sertão e a carne de preço baixo dos rebanhos na Ilha do Marajó, e ponto de chegada dos produtos europeus. Devido este fator, em 1848, foi aterrada a área praiana da baía do Guajará e do igarapé do Piri, originando a então Rua Nova do Imperador (atual Boulevard Castilhos França),para a construção do Mercado de Carnes, em 1867 com estilo art nouveau, próximo ao Porto do Piri e ao posto de fiscal Casa de Haver o Peso. 
Em 1899, no auge da era da borracha (1879-1912), a paisagem do Ver-o-Peso sofreu novas mudanças: com a ampliação do Mercado de Carne, demolição da "Casa de Haver-o-Peso" em 1899 para construção do Mercado de Ferro (1901), ampliação do aterramento da  baía do Guajará e construção do Porto de Belém (1909), além de outras construções seguindo o padrão arquitetônico europeu de estilo eclético, com influência art nouveau.
Em 1908, o mercado foi remodelado pelo arquiteto e engenheiro Francisco Bolonha, que efetuou troca das vigas de madeira por uma estrutura em ferro fundido vindo da Escócia, presente até hoje.

## Arquitetura
O edifício é composto de duas construções: O edifício externo e os pavilhões internos. O edifício externo possui estilo neoclássico e conta com dois pavimentos e uma platibanda. As lojas se abrem para o exterior do edifício com portas de arco redondo. Em todos os 4 lados do edifício, que tem forma de um quadrilátero, há um pano central enquadrado por pilastras e um frontão decorado. Já no térreo, a entrada é uma porta larga, também em arco redondo, e encimada por três janelas sob um frontão triangular.
Já a parte interna do edifício possui estilo art nouveau, com painéis em ferro pré-moldado de motivos sinuosos e florais. Os pavilhões, construídos pela empresa Walter MacFarlane, possuem 20 metros de comprimento, 10 de largura e 4 metros de pé-direito. 
O projeto arquitetônico é do engenheiro Domingos Acatauassú Nunes, que também projetou o Asilo da Mendicidade e a sucursal do Corpo de Bombeiros.

## Patrimônio histórico
O Mercado faz parte do complexo arquitetônico e paisagístico do Ver-o-Peso tombado pelo IPHAN, em 1977, que compreende uma área de 35 mil m², com uma série de construções históricas, incluindo o Mercado da Carne, Doca do Ver-o-Peso, Feira do Açaí, Boulevard Castilhos França, Praça Siqueira Campos, Solar da Beira e, Mercado Ver-o-Peso.